# Un sabato italiano
Un sabato italiano è il primo album in studio del cantautore italiano Sergio Caputo, pubblicato nel 1983.
Il disco, esordio discografico per Caputo, si rivela un enorme successo di critica e commerciale.
Contenente due tra i più grandi successi dell'artista, Un sabato italiano e Bimba se sapessi, il disco è stato inserito nella lista dei migliori dischi della storia italiana redatta dal magazine Rolling Stone.

## Antefatti
Il ventottenne cantautore romano, mentre svolge ancora l'attività di pubblicitario, ottiene il primo vero contratto discografico, dopo alcuni anni di gavetta. Grazie a una buona campagna promozionale, il suo stile si impone per la sua originalità, fino a fare di Caputo una vera rivelazione discografica, apportatore di una nuova via dei cantautori, laddove all'estero numerosi artisti e gruppi avevano già intrapreso vie artistiche che si potevano ricondurre a una corrente, tutt'altro che conservatrice, detta dei pentiti del rock.
Lo swing la fa da padrone in questi dieci pezzi, e in generale l'atmosfera che si respira è quella dei locali notturni, sottobosco della vita mondana della capitale. L'io narrante di questi brani sembra essere proprio un cantante di night club, dedito dunque suo malgrado alla vita notturna e a un tenore sregolato, foriero di alterne fortune, per questo capace di sviluppare un punto di vista atipico e meno illusorio del cittadino comune, dal quale tuttavia non vuole prendere le distanze, forse perché il suo lavoro è frutto di necessità e non di vocazione.

## Descrizione

### Bimba se sapessi
La prima traccia inizialmente è intitolata Citrosodina ma, dopo qualche mese, Caputo riceve una telefonata dall'industria farmaceutica che produceva il digestivo, che lo invitava a dire "è un medicinale, leggere attentamente le avvertenze e le modalità d'uso".
Fu così che il titolo fu cambiato in Bimba se sapessi e furono reincise le prime parole del brano, cambiate in "idrofobina vegetale" (che non esiste in natura) al posto di "citrosodina granulare", modificando anche le note di copertina relative alle bevande. Oggi le prime copie dell'album con il titolo originale Citrosodina - e la relativa spiegazione su come assumerla - sono rarissime e particolarmente ricercate dai collezionisti, con quotazioni che raggiungono diverse centinaia di euro. Quanto alla canzone, essa racchiude in nuce i tratti salienti del protagonista "viveur". L'appellativo "bimba" rivolto a un generico personaggio femminile (ancorché messo in evidenza dal titolo "forzoso"), può avere indotto una certa critica ad accostare erroneamente lo stile di Caputo a quello di Fred Buscaglione.

### Io e Rino
Le successive canzoni presentano altri avventori notturni: in Io e Rino vengono raccontate delle rocambolesche e surreali avventure in giro per la città con il suo amico Riccardo Rinetti (detto Rino, che è anche produttore del disco insieme a Kiko Fusco).

### Mettimi giù
Il brano gioca sulle varie accezioni del titolo stesso. Caputo racconta che l'idea gli sarebbe venuta guardando in TV, senza audio, la celebre scena di King Kong con in mano Ann: cosa mai poteva urlare la ragazza? "Mettimi giù..." Così ha annotato i molteplici sensi in cui poteva essere intesa l'espressione.

### E le bionde sono tinte
Brano dallo sfondo umoristico che mette in guardia gli uomini dalle facili illusioni, come molte avventrici dei locali che sono bionde e conturbanti solo all'apparenza. 

### Cimici e bromuro
Cimici e bromuro è una parentesi che rimanda al periodo della leva, e ai giorni trascorsi nella "neuro militare", da cui alla fine uscirà con il congedo illimitato in base all'art. 28 ("La nevrastenia costituzionale e l'isterismo con evidente anomalia del carattere").

### Un sabato italiano
Tra i maggiori successi dell'artista, il brano è considerato un capolavoro della musica leggera italiana. 
Il brano è ambientato "nella Roma felliniana", in cui "le stelle sono accese" e la padrona della città è la "la musica di ieri". Per lui le donne di Roma sono "abissi imperscrutabili" ma, secondo lo stesso autore, non vale la pena spaventarsi poiché "il peggio sembra essere passato".

### Mercy bocù
il brano è una serenata del single appena abbandonato, fu depositata con la grafia sbagliata (che in francese sarebbe "merci beaucoup"), perché pensava Caputo che fosse più facile che passasse per le radio. 

### Week end
Il testo della canzone pone ancora una volta attenzione ad un uomo senza compagnia, e sembra fare da introduzione a Night, dove tutti gli elementi di certa vita notturna convergono in questo microcosmo.

### Spicchio di luna
Si tratta di un brano dedicato alla luna rispecchia l'animo del cantante notturno e si confonde con i tratti di una donna. Dal ritornello Caputo trarrà spunto per intitolare il suo primo album dal vivo  del 1987: "Ne approfitto per fare un po' di musica"; il titolo è come una scelta estemporanea e nasconde la necessità di doverlo fare per amore o per forza.
L'album è presente nella classifica dei 100 dischi italiani più belli di sempre secondo Rolling Stone Italia alla posizione numero 37.

## Copertina
La copertina ritrae Caputo davanti a un bar che si trovava a Piazza Cavour in Roma, dove ora è situata la multisala Adriano, e che prima era più semplicemente il cinema Adriano (già teatro) con annesso bar. La maglietta indossata da Caputo ritrae un famoso poster dell'artista Guy Peellaert che, imitando l'articolo di un giornale, recita "Frankie Goes to Hollywood": esattamente la stessa fonte di ispirazione per l'omonimo gruppo pop che farà successo dal 1984. Sul retrocopertina è indicata una serie di cocktail o bevande, abbinati con ciascuna canzone, con relative ricette, i cui nomi sono talvolta inclusi anche nel testo stesso.

## Tracce
LP (CGD, CGD 20339)
Lato A
Testi e musiche di Sergio Caputo.
1. Bimba se sapessi – 3:47
2. Io e Rino – 3:18
3. Mettimi giù – 4:34
4. E le bionde sono tinte – 3:13
5. Cimici e bromuro – 2:26

Durata totale: 17:18
Lato B
Testi e musiche di Sergio Caputo.
1. Un sabato italiano – 3:39
2. Mercy Bocù – 4:05
3. Week End – 3:25
4. Night – 3:38
5. Spicchio di Luna – 3:17

Durata totale: 18:04

## Formazione
- Sergio Caputo – voce, cori, chitarra acustica
- Pippo Guarnera – tastiera
- Maurizio Galli – basso
- Marco Rinalduzzi – chitarra elettrica
- Toto Torquati – tastiera, pianoforte, Fender Rhodes, sintetizzatore
- Derek Wilson – batteria, percussioni
- Luciano Ciccaglioni – chitarra acustica, chitarra elettrica
- Alessandro Centofanti – tastiera
- Giovanni Civitenga – basso
- Vincenzo Restuccia – batteria
- Silvano Chimenti – chitarra elettrica
- Marco Rinalduzzi – chitarra elettrica
- Antonio Marangolo – sax
- Larry Dimwiddie – sax
- Anne Robert, Kiko Fusco, Anita Cocciante, Angela Martino – cori